# Cycnia tenera
Cycnia tenera és una espècie de lepidòpter ditrisi de la família dels erèbids (Erebidae), subfamília Arctiinae.

## Distribució
Es troba per tota Amèrica del Nord, des del sud de la Colúmbia Britànica fins a Nova Escòcia i d'Arizona a Florida.

## Ecologia
S'alimenta d'Apocynum cannabinum, que produeix un làtex lletós que conté cardenolides, glucòsids cardíacs tòxics que defensen contra els herbívors. També s'alimenta d'espècies d'Asclepias, com a mínim en algunes parts de la seva àrea de distribució.
Les seves interaccions amb els ratpenats han estat molt estudiades, però són una àrea de controvèrsia respecte a si els clics emesos per les papallones adultes destrueixen l'ecolocalització dels ratpenats, o són senyals d'advertència simplement aposemàtica. Les dues funcions no són mútuament excloents. La coloració de la papallona sembla aposemàtica per a les aus insectívores.

## Cicle de vida
Aquesta papallona té diverses generacions per any a través de gran part de la seva àrea de distribució, de manera que les erugues es poden trobar des del juny fins a novembre.
Els ous són dipositats en grups de 50-100. Les larves s'alimenten en agregacions de cinc a set, com a mínim en els primers estadis. Les erugues estan cobertes per tot arreu de suaus pèls grisencs blanquinosos. Les larves s'alimenten durant la nit.
El capoll és grisenc i cobert de pèls del cos de l'eruga.
Els adults tenen les ales blanques amb el marge groc mantega al llarg de la part davantera de l'ala anterior. La part inferior de les ales anteriors pot tenir una capa de negre. El cos és de color groc amb una fila de punts negres. Les potes són de color negre. L'envergadura alar és de 30-40 mil·límetres.

## Subespècies
- Cycnia tenera tenera
- Cycnia tenera sciurus (Boisduval, 1869)

## Galeria

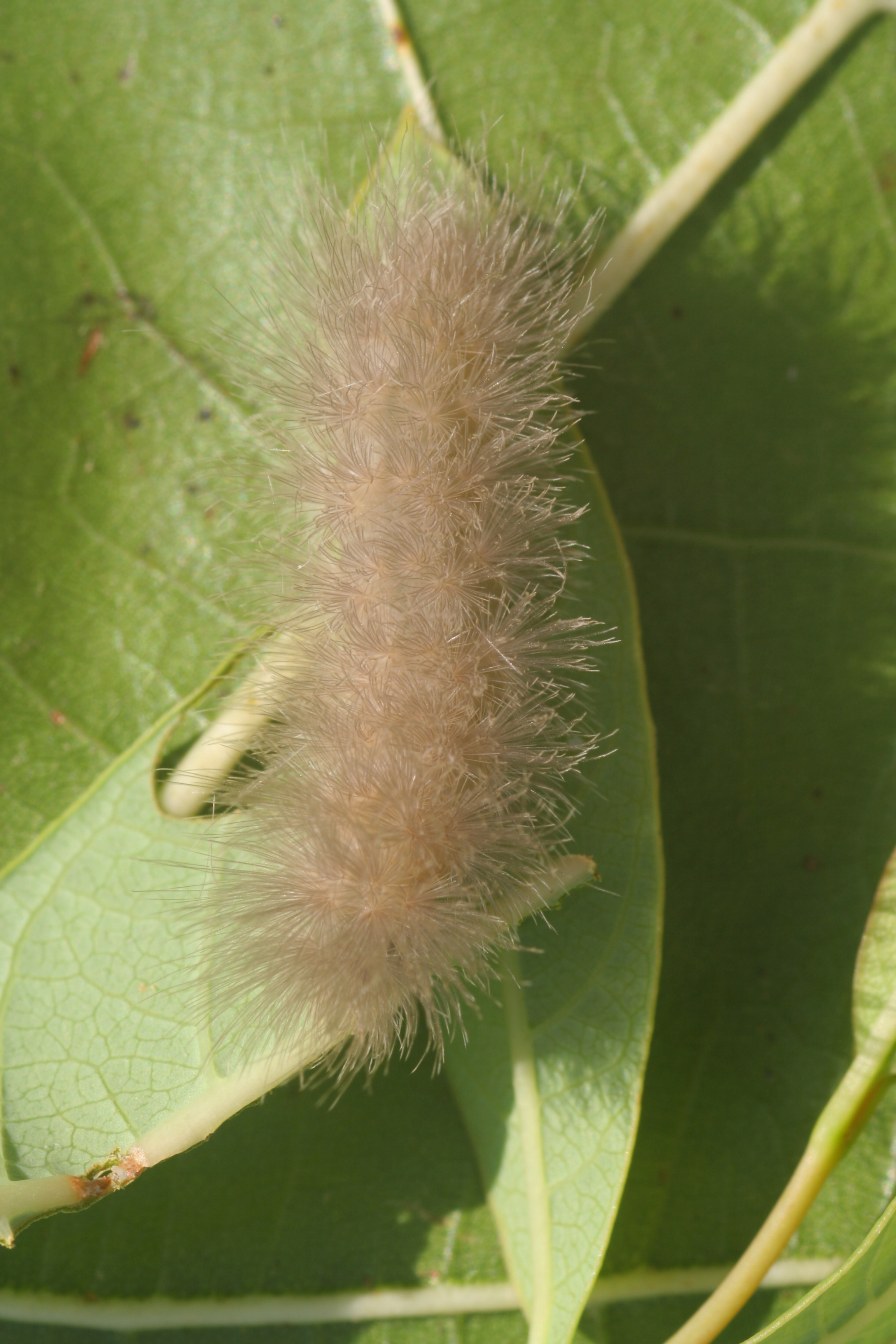
Cycnia tenera larva
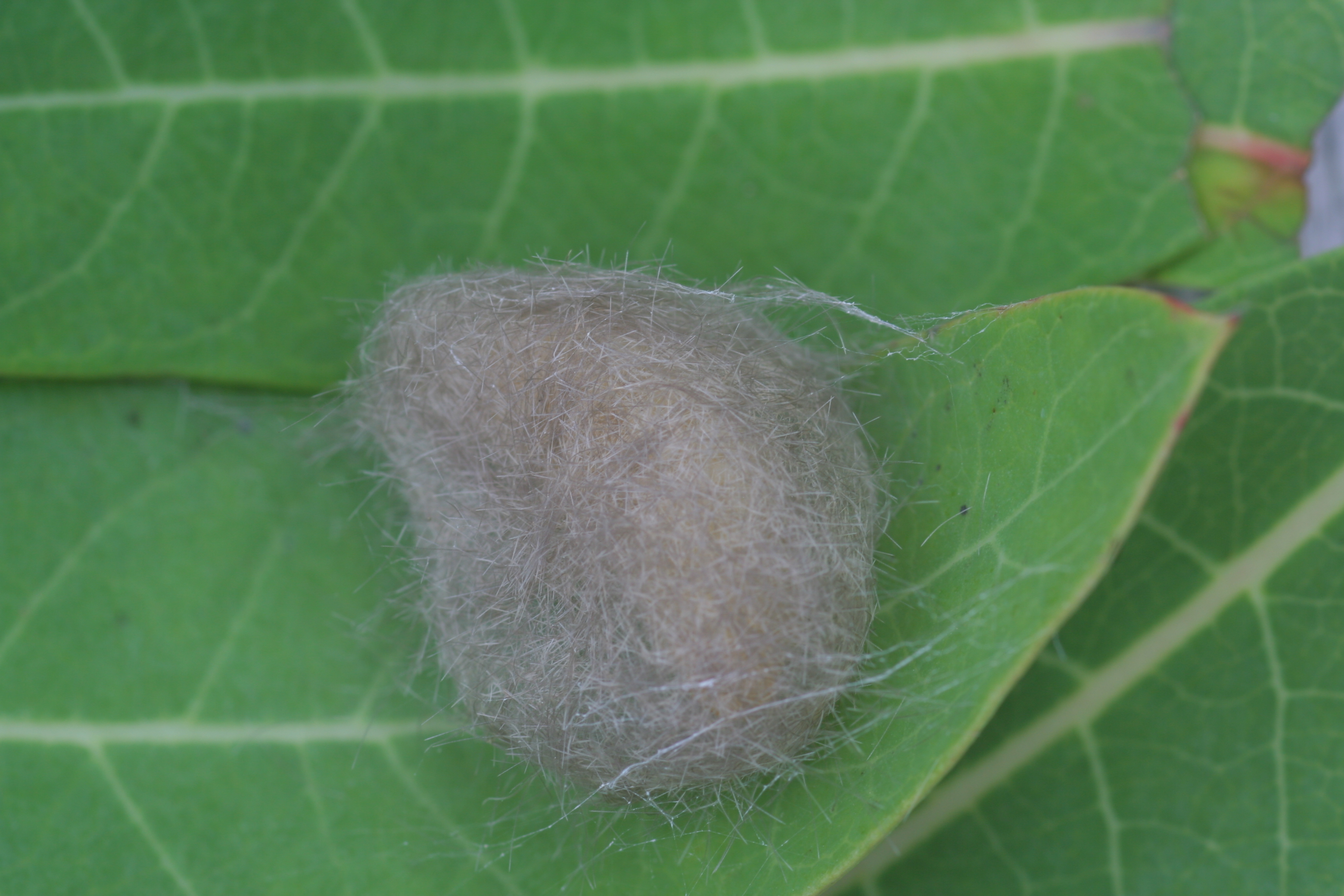
Cycnia tenera pupa
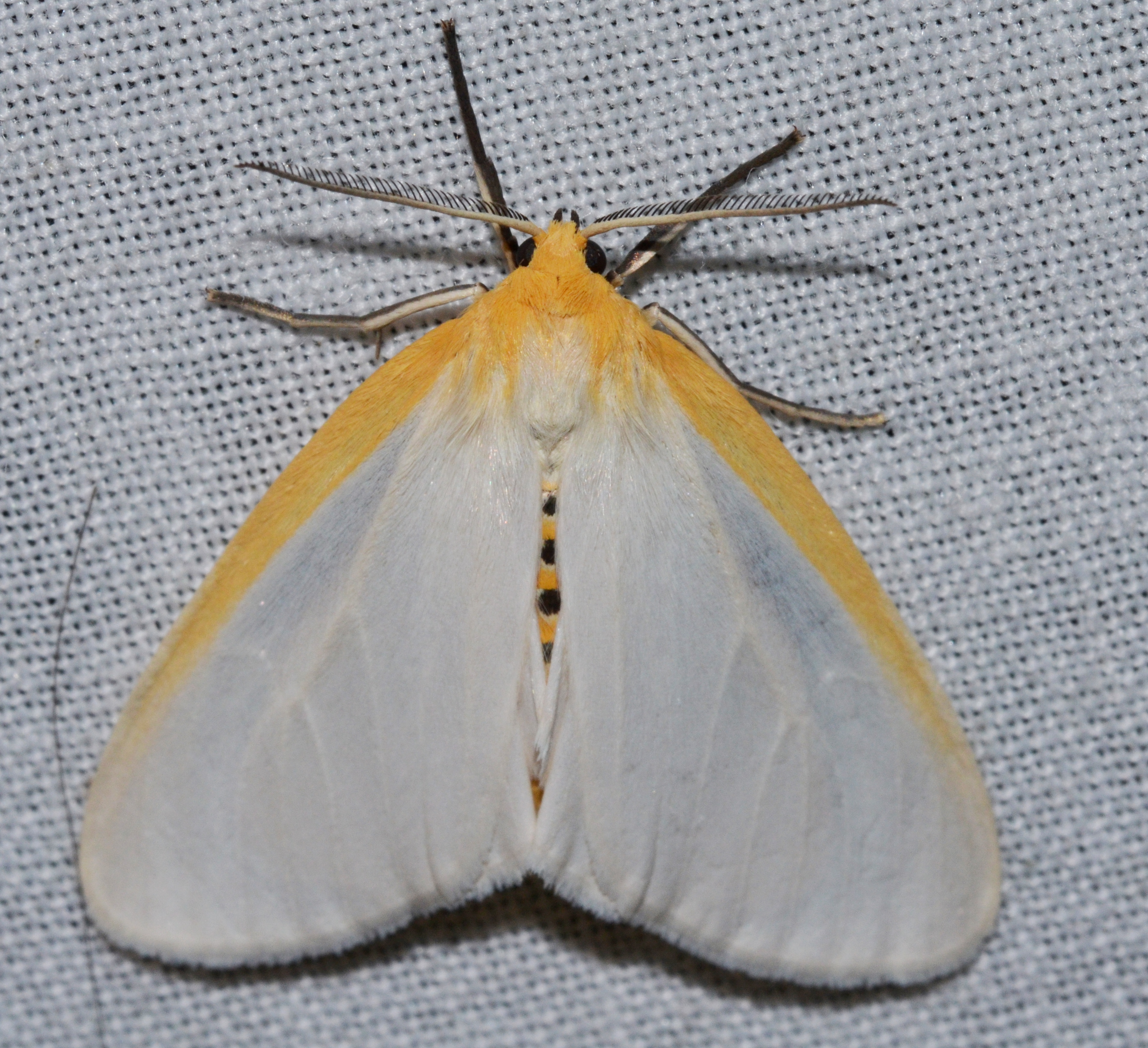
Cycnia tenera
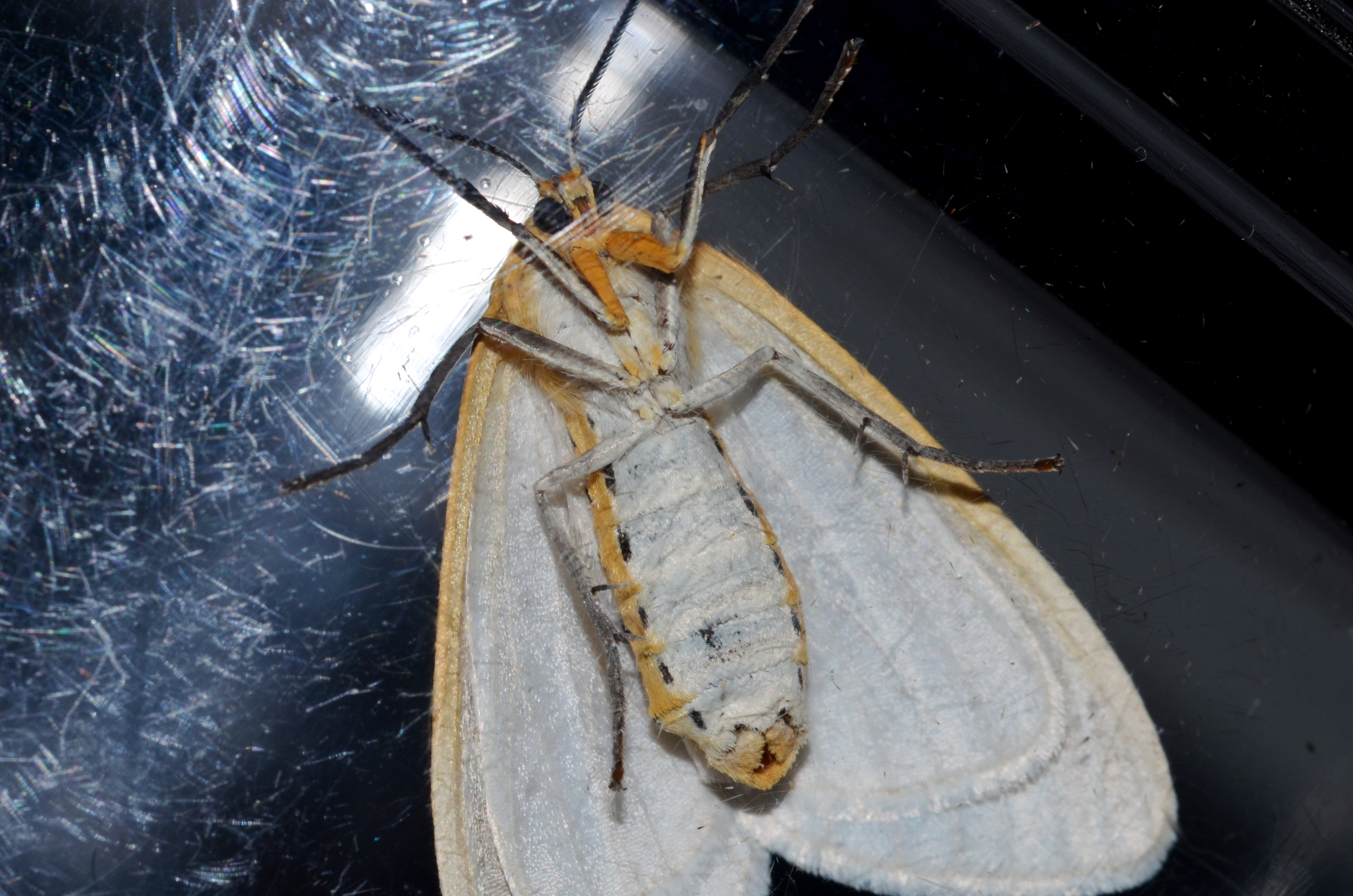
Cycnia tenera